# 康韋鎮區 (密歇根州)
康韋鎮區（英語：Conway Township）是位於美國密歇根州利文斯頓縣的一個行政鎮區。

## 地方資料
康韋鎮區的面積為97.90平方千米，當中陸地面積為97.80平方千米，而水域面積為0.10平方千米。根據2020年美國人口普查的數據，當地共有人口3608人，而人口密度為每平方千米36.85人。